# Лука Еверінк
Лука Еверінк (нід. Luca Everink, нар. 9 лютого 2001, Діпенвеен, Нідерланди) — нідерландський футболіст індонезійського походження, фланговий захисник клубу «Гоу Егед Іглз».

## Ігрова кар'єра
Лука Еверінк починав займатися футболом у своєму рідному місті Діпенвеен. У віці одинадцяти років він приєднався до клубної академії «Твенте». У 2021 році футболіст був переведений до першої клубної команди. 28 серпня 2021 року у матчі чемпіонату Нідерландів Еверінк дебютував на професійному рівні.
В січні 2023 року контракт з клубом було розірвано за обопільною згодою сторін. Вже в лютому футболіст приєднався до клубу «Гоу Егед Іглз», з яким підписав трирічний контракт. І до кінця сезону 2022/23 Еверінк грав у клубі Еерстедивізі «Осс». 21 грудня 2023 року у кубковому матчі Лука провів першу гру в складі «Гоу Егед Іглз».

## Титули
Гоу Егед Іглз
 Переможець Кубка Нідерландів: 2024/25